# نوريوكي سوغاساوا
نوريوكي سوغاساوا (باليابانية: 菅澤紀行) مواليد 3 فبراير 1987 في تسوتشي-أورا، اليابان، هو لاعب كرة سلة ياباني. بدأ مسيرته الاحترافية في سنة 2010. يلعب مع أكيتا نورثرن هابينيتس في دوري كرة السلة الياباني للمحترفين. يحمل الرقم 11. يبلغ طوله 6 قدم 4 بوصة (1.9 م).